# Corporación Nacional de Telecomunicaciones
La Corporación Nacional de Telecomunicaciones CNT EP (CNT EP), estilizado como Cnt, es una empresa estatal de telecomunicaciones ecuatoriana creada el 30 de octubre de 2008; opera servicios de telefonía fija local, regional e internacional, acceso a internet (Dial-UP, DSL, Internet móvil 3g y 4G LTE), televisión satelital y telefonía móvil en el territorio nacional ecuatoriano

## Historia
La Corporación Nacional de Telecomunicaciones CNT S.A. se constituyó como sociedad anónima, mediante escritura pública de fusión de las extintas Andinatel S. A. y Pacifictel S. A., suscrita el 30 de octubre de 2008, con el objetivo de unificar los servicios y ampliar la cobertura en telefonía fija e internet banda ancha en todo el Ecuador.

### Andinatel
Andinatel fue una compañía de telefonía fija de Ecuador. Sociedad Anónima de capital público con sede en Quito. Operaba los servicios de telefonía fija, telefonía pública, servicio de internet, servicios portadores y de valor agregado.
La compañía Andinatel S.A. fue resultado de la división en dos partes de Emetel S.A., compañía estatal que prestaba servicios de telefonía en todo el Ecuador. Andinatel fue una de las dos compañías en que se dividió al monopolio estatal. Cubría las provincias de la región andina del país (de allí su nombre) tales como: Carchi, Imbabura, Pichincha, Cotopaxi, Tungurahua, Chimborazo y Bolívar, la Amazonía tales como: Sucumbíos, Napo, Orellana y Pastaza y la provincia de Esmeraldas (hasta 2008 pasó a ser Nacional tras fusionar las 2 Zonas una Zona Centro Norte con provincias tales como: Esmeraldas, Carchi, Imbabura, Pichincha, Cotopaxi, Tungurahua, Chimborazo, Bolívar, Sucumbíos, Napo, Orellana, Pastaza y otra Zona Centro Sur con provincias tales como: Manabí, Los Ríos, Guayas, El Oro, Azuay, Cañar, Loja, Morona Santiago, Zamora Chinchipe y Galápagos).
Recibió una concesión de parte del Estado ecuatoriano el 29 de diciembre de 1997. El 100% de sus acciones son de propiedad del ente estatal Fondo de Solidaridad. Aunque fue creada para ser privatizada, este proceso fracasó, por ello el Estado continúa administrando esta compañía.
Si bien inicialmente se preveía que Andinatel tendría menos utilidad que su hermana de la costa ecuatoriana, Pacifictel, con los años la compañía afincada en la capital andina, Quito, demostraría mejor desempeño. Todos los años, desde su creación, entregó grandes utilidades a su dueño. Entre 1997 y 2004 fue la compañía con mayores activos y la mayor contribuyente de impuesto a la renta en Ecuador.
En 2000 inició la prestación de servicio de internet (es también un ISP) a través de la marca Andinanet. En 2002 incursionó en el negocio de la telefonía pública a través de cabinas telefónicas. Antes de ese año, prestaba telefonía pública sólo con aparatos independientes. En 2003 en alianza con Pacifictel, se hizo de la tercera concesión de telefonía móvil, la cual opera mediante su filial Alegro.

### Pacifictel
Pacifictel fue una compañía de telefonía fija de Ecuador. Sociedad Anónima de capital estatal con sede en Guayaquil. Operaba los servicios de telefonía fija, telefonía pública, servicio de internet (a través de Easynet S.A), servicios portadores y de valor agregado.
La compañía Pacifictel S.A. fue resultado de la división en dos partes de Emetel S.A., compañía estatal que prestaba servicios de telefonía en todo el Ecuador. Pacifictel es una de las dos compañías en que se dividió al monopolio estatal. Cubría las provincias de la región pacífica del país con excepción de la provincia de Esmeraldas (de allí su nombre) tales como: Manabí, Los Ríos, Guayas y El Oro, la sierra austral (excepto en Cuenca, en la que funciona la empresa municipal ETAPA) tales como: Azuay, Cañar y Loja, la Amazonía tales como: Morona Santiago y Zamora Chinchipe y la provincia de Galápagos (hasta 2008 pasó a ser Nacional tras fusionar las 2 Zonas una Zona Centro Norte con provincias tales como: Esmeraldas, Carchi, Imbabura, Pichincha, Cotopaxi, Tungurahua, Chimborazo, Bolívar, Sucumbíos, Napo, Orellana, Pastaza y otra Zona Centro Sur con provincias tales como: Manabí, Los Ríos, Guayas, El Oro, Azuay, Cañar, Loja, Morona Santiago, Zamora Chinchipe y Galápagos).
Recibió una concesión de parte del Estado ecuatoriano el 29 de diciembre de 1997. El 100% de sus acciones son de propiedad del ente estatal Fondo de Solidaridad. Aunque fue creada para ser privatizada, este proceso fracasó, por ello el Estado continúa administrando esta compañía. En dos oportunidades se intentó concesionar su administración, pero ambos procesos de subasta fracasaron.
Debido a que el Estado la administra, ha sido víctima de acuerdos políticos. Generalmente los gobiernos entregaban los niveles directivos de esta compañía a grupos políticos a cambio de acuerdos parlamentarios, lo que ha ocasionado una serie de actos de corrupción y una crónica inestabilidad de sus autoridades.
En 2000 inició la prestación de servicio de internet (es también un ISP) a través de la marca Easynet. En 2002 incursionó en el negocio de telefonía pública a través de cabinas telefónicas. Antes de ese año, prestaba telefonía pública sólo con aparatos independientes. En 2003 se alió con su par serrana, Andinatel, para proveer el servicio de telefonía móvil con una compañía de sociedad conjunta: Alegro PCS.

### Fusión Andinatel y Pacifictel
Con la resolución 4458 suscrita el 24 de octubre de 2008, el superintendente de Compañías, Pedro Solines, aprobó la fusión entre Andinatel S.A. y Pacifictel S.A., y la creación de la Corporación Nacional de Telecomunicaciones CNT S.A, que absorbe a ambas telefónicas, tendrá su sede en Quito por una duración de 50 años y arrancará con un capital de $ 245’920.000 dividido en 2’459.000 acciones ordinarias de $ 100 cada una.

### Transición de entidad anónima a entidad pública
El 14 de enero de 2010 mediante decreto ejecutivo n.º 218, publicado en Registro Oficial 122 en el gobierno de  Rafael Correa, la Corporación Nacional de Telecomunicaciones CNT S. A. pasa a ser entidad pública denominándose CNT EP (Corporación Nacional de Telecomunicaciones Empresa Pública).

### Entrada al mercado de telefonía móvil
Alegro PCS (Telecsa) fue una compañía del Ecuador con sede en Quito que operaba servicios de telefonía móvil e internet, creada por Andinatel y Pacifictel para ofertar el servicio de telefonía móvil en el territorio ecuatoriano.
El 3 de abril de 2003 recibió la concesión de parte del Estado ecuatoriano, entrando a iniciar sus operaciones bajo la marca Alegro PCS en diciembre de ese año.
En marzo de 2010 es anunciado que la Corporación Nacional de Telecomunicaciones, CNT EP absorberá a la compañía Alegro PCS para salvar a la empresa de la quiebra por las pérdidas acumuladas, pasando a ser propiedad del estado ecuatoriano.
Posteriormente, el 3 de agosto de 2010 César Regalado, gerente general de la CNT-EP y Jaime Guerrero, ministro de Telecomunicaciones y de la Sociedad de la Información, firmaron el convenio con el cual CNT-EP absorbe los pasivos de la empresa de telefonía móvil, oficializándose la fusión de la Corporación Nacional de Telecomunicaciones, CNT-EP con la empresa de telefonía móvil Alegro.

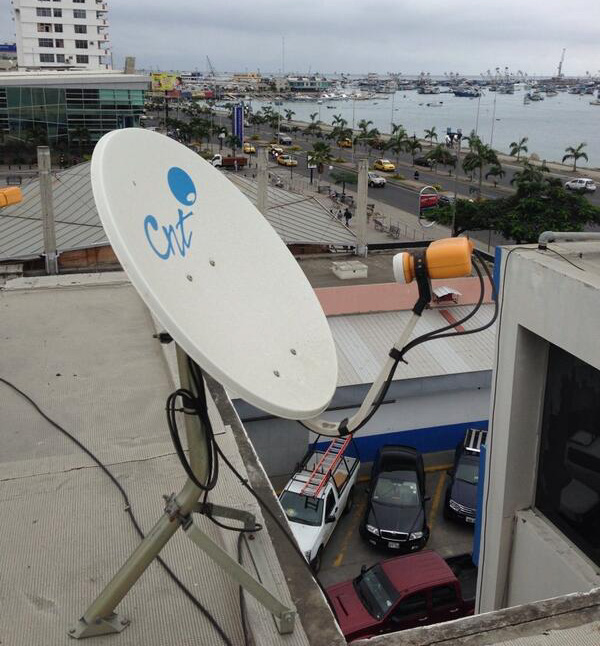
Antena satelital del servicio CNT TV instalada en un hogar del Ecuador

### Inicio de operaciones en televisión satelital
En octubre del 2010 CNT EP suscribió con el Superintendente de Telecomunicaciones subrogante, Claudio Rosas, la concesión de la banda 11.45–12.2 GHz (downlink), para la operación del sistema de audio y video por suscripción, bajo la modalidad de televisión codificada por satélite. La compañía Media Networks, con sede en Perú, ganó la licitación para implementar el sistema Direct-to-Home (DTH) que consiste en una antena que recibe la señal satelital, que es instalada en las terrazas de las viviendas.
César Regalado, gerente de la CNT EP, el 22 de noviembre de 2011 realizó el lanzamiento del servicio de televisión satelital pagada de la empresa pública el cual toma como acrónimo CNT TV.
CNT TV entró al mercado de televisión por suscripción ofertando un paquete básico junto a paquetes complementarios más un costo adicional, logrando competir con los servicios que operan en el país, como TV Cable, Claro TV, DirecTV, entre otras.
A mediados de diciembre del 2013, la Corporación Nacional de Telecomunicaciones (CNT-EP) empezó a comercializar el paquete premium HBO/MAX para su servicio de DTH, incorporando al plan básico nueve canales SD y cinco HD de HBO Latin America Group, sin costo adicional.

### Implementación de red 4G LTE

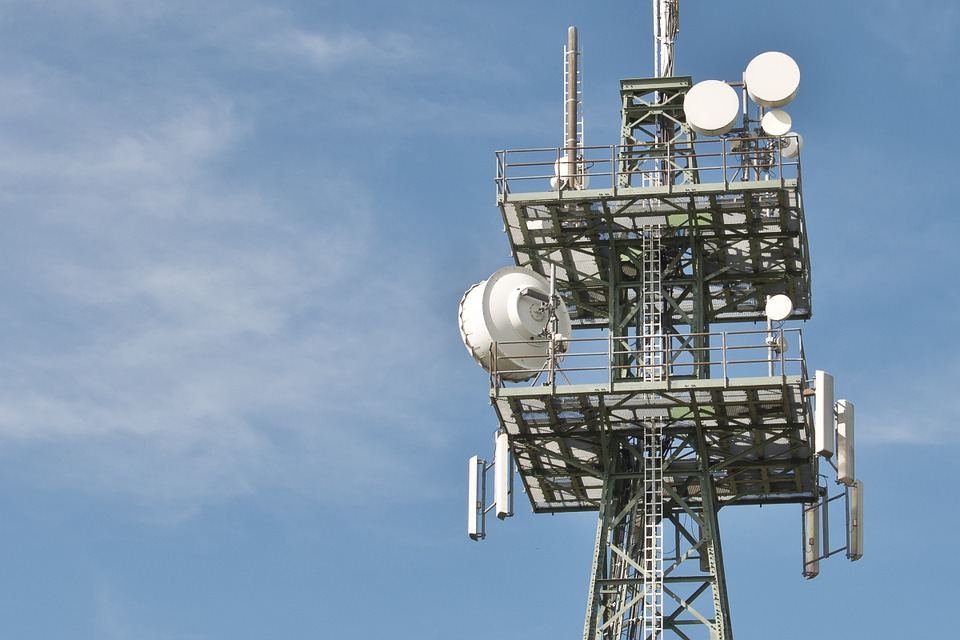
Imagen de la implementación de la red 4G LTE de CNT

La Corporación Nacional de Telecomunicaciones CNT EP, mediante estaciones base 4G LTE base stations y el sistema de gestión 5620 SAM de Alcatel-Lucent, despliega la primera red de banda ancha móvil 4G LTE en el territorio ecuatoriano, que cubrirá inicialmente a Quito, Guayaquil, Ambato, Manta, Portoviejo y Santo Domingo, posteriormente extenderá la señal LTE a las principales ciudades del país y a las zonas rurales del Ecuador, donde la cobertura actual es limitada o inexistente.
Con la implementación de esta tecnología, la CNT EP planea mejorar la capacidad de su red de datos y ampliar la cobertura nacional, incluyendo el despliegue de nuevos servicios como el video de alta definición, telepresencia, e-learning y seguridad pública.
El servicio comenzó a ofrecerse al público en general desde diciembre del 2013, cubriendo inicialmente las ciudades de Quito y Guayaquil.

### Contenido On Demand con CNT Play
A inicios del año 2015, el gerente de publicidad y marca de la Corporación Nacional de Telecomunicaciones (CNT), Alexander Gómez, sostuvo que CNT Play busca acortar la brecha entre los productores independientes y los canales de difusión, siendo este servicio una ventana para ofrecer sus contenidos. Este servicio es básicamente una plataforma de video streaming de contenidos con un enfoque en la producción nacional.

## Servicios fijos
- Telefonía fija: Línea telefónica Residencial de CNT basada en tecnología GPON, CDMA y mediante COBRE.
- Televisión: Como operador de televisión pagada, CNT usa tecnología DTH (Direct to Home).
- Internet banda ancha: Ofrece servicios con tecnología ADSL2+ desde los 5 Mbps hasta los 15 Mbps, y con Fibra Óptica desde 5 Mbps hasta 600 Mbps.[11]

## Servicios móviles
- Telefonía e internet móvil: CNT inicialmente ofreció este servicio como OMV (Operador móvil virtual), después de la absorción de la ya desaparecida Alegro PCS. En la actualidad cuenta con concesión de espectro GSM a nivel nacional y LTE en las principales ciudades del Ecuador desde 2013.
- CNT Play: Desde fines del año 2014, CNT lanzó su plataforma de contenidos On-Demand denominado CNT Play, en la que incluye producción ecuatoriana, pretendiendo ser un espacio de difusión de estos. Por ahora la suscripción al servicio es gratuita y abierta al público, sin embargo, para mediados del 2015 CNT prevé encontrar un modelo de negocios que beneficie tanto a sus usuarios como a la empresa.[12]